# Sabitha
Sabitha war ein ägyptisches Volumenmaß für Flüssigkeiten. Das Maß galt auch in Syrien.
- Ägypten 1 Sabitha = 15 ½ Kannen[1] = 720 Pariser Kubikzoll = 14 ¼ Liter[2]
- Syrien 1 Sabitha = 22 Sextarien[3]